# Fabjančič
Fabjančič je priimek v Sloveniji, ki so ga po podatkih Statističnega urada Republike Slovenije na dan 1. januarja 2010 uporabljale 203 osebe in je med vsemi priimki po pogostosti uporabe uvrščen na 2.118. mesto.

## Znani nosilci priimka
- Franc Fabjančič (1891—1915), preporodovec
- Ileana (Ilonka) Fabjančič (1923—2002), farmacevtka
- Marija Fabjančič (prej Klemenčič) (*1946), biologinja, bibliotekarka (vodja Biblioteke SAZU 1987-2007)
- Matevž Fabjančič, računalničar
- Milan Fabjančič (1897—1978), pisatelj (novelist)
- Milanka Fabjančič (*1981), slikarka, ilustratorka, animatorka
- Stane Fabjančič (*1928), slikar
- Tjaša Fabjančič, jazz-glasbenica, pevka, skladateljica in tekstopiska
- Valter Fabjančič (*1973), kriminalist, gasilec, dr.znan.
- Vladislav Fabjančič (1894—1950), politik, publicist, arhivar, zgodovinar
- Zarjan Fabjančič (*1946), ekonomist, univ. profesor (EF)